# 코무아이
코무아이(KOM_I, 1992년 7월 22일 ~ )는 일본의 아티스트, 배우, 패션 모델, 가수이다. 가나가와현 가와사키시 출신이다.